# Gabršček
Gab(e)ršček je priimek v Sloveniji, ki ga je po podatkih Statističnega urada Republike Slovenije na dan 1. januarja 2010 uporabljalo 153 oseb in je med vsemi priimki po pogostosti uporabe uvrščen na 2.921. mesto.

## Znani nosilci priimka
- Andrej Gabršček (1864 - 1938), politik in publicist
- Josip Gabršček (1898 - 1948), politik, obveščevalec, žrtev političnega procesa v Beogradu
- Lena Gabršček (*1994), paraolimpijska športnica odbojkarica, mag. psihologije
- Metod Gabršček (1900 - 1942), kanuist
- Sergij Gabršček (? - 2022), kemik?
- Sonja Gabršček, pevka zabavne glasbe